# Сядча (Сілезьке воєводство)
Сядча (пол. Siadcza) — село в Польщі, у гміні Пілиця Заверцянського повіту Сілезького воєводства.
Населення — 172 особи (2011).
У 1975-1998 роках село належало до Катовицького воєводства.

## Демографія
Демографічна структура станом на 31 березня 2011 року:
|          | Загалом | Допрацездатний вік | Працездатний вік | Постпрацездатний вік |
| -------- | ------- | ------------------ | ---------------- | -------------------- |
| Чоловіки | 87      | 14                 | 60               | 13                   |
| Жінки    | 85      | 20                 | 44               | 21                   |
| Разом    | 172     | 34                 | 104              | 34                   |